# 2008年夏季奧林匹克運動會津巴布韋代表團
2008年夏季奧林匹克運動會津巴布韋代表團由津巴布韋奧林匹克委員會派出，縮寫為ZIM。该国在该届奥运共收获1枚金牌和3枚银牌，全部来自于柯丝蒂·考文垂。

## 獎牌榜
| 奖牌 | 运动员        | 项目 | 赛事            |
| ---- | ------------- | ---- | --------------- |
| 金牌 | 柯丝蒂·考文垂 | 游泳 | 女子100米背泳   |
| 銀牌 | 柯丝蒂·考文垂 | 游泳 | 女子200米背泳   |
| 銀牌 | 柯丝蒂·考文垂 | 游泳 | 女子200米混合泳 |
| 銀牌 | 柯丝蒂·考文垂 | 游泳 | 女子400米混合泳 |

## 參賽名單

### 網球
- 女子
  - 卡拉·布萊克